# بوریس کوزنتسوف (بوکسور)
بوریس کوزنتسوف (روسی: Борис Георгиевич Кузнецов؛ ۲۳ فوریهٔ ۱۹۴۷ – ۳ مهٔ ۲۰۰۶) بوکسور اهل اتحاد جماهیر شوروی سوسیالیستی بود.